# Goldbronzener Bodhisattva in nachdenklicher Haltung (Nationalschatz Südkoreas Nr. 83)

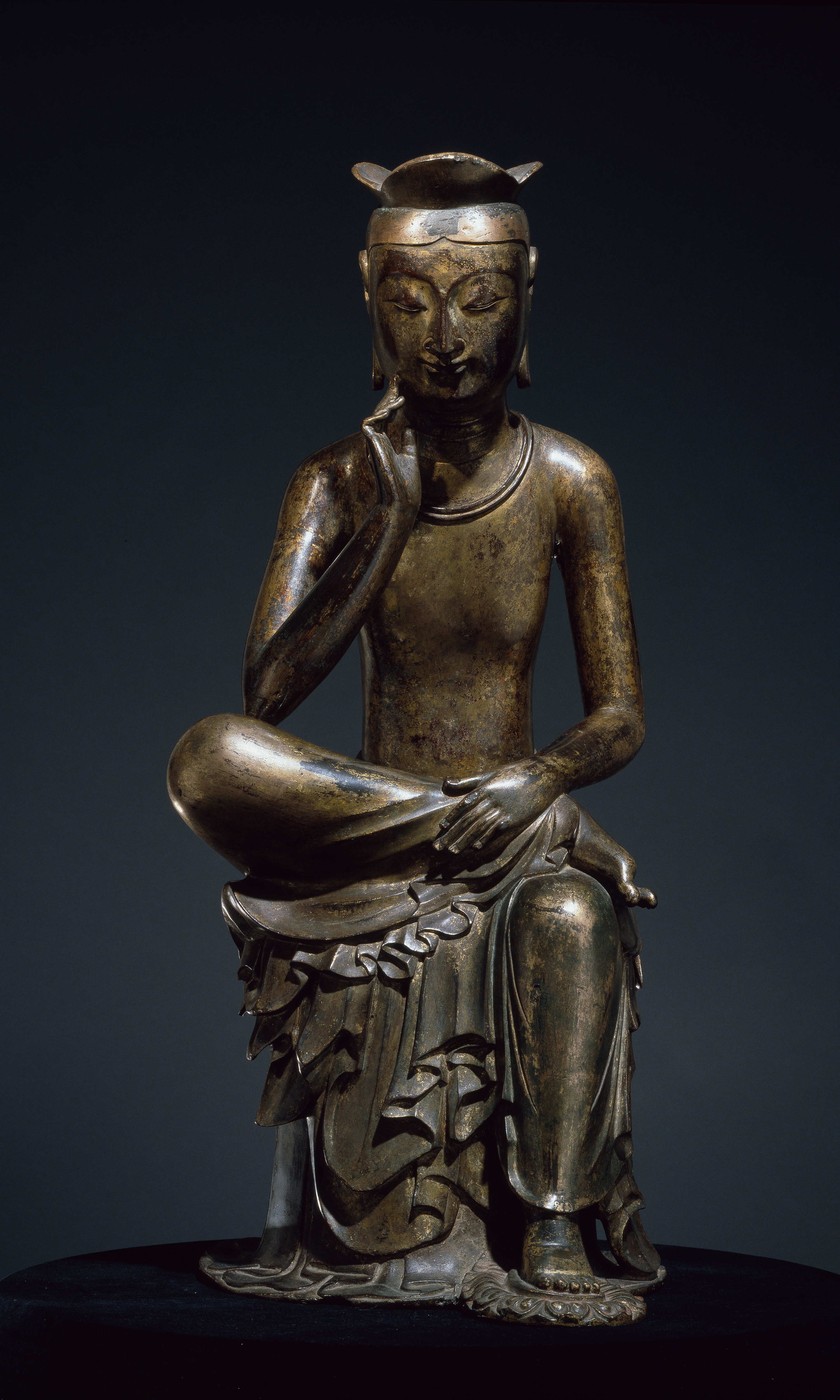
Frontalansicht des Nationalschatzes Nr. 83.

Bei dem südkoreanischen Nationalschatz Nr. 83 handelt es sich um eine vergoldete bronzene Skulptur eines Bodhisattva in nachdenklicher Haltung. Sie trägt keinen individuellen Namen, sondern wird gemeinhin als bangasang (반가상, Skulptur mit halbgekreuzten Beinen) oder bangasayusang (반가사유상, Skulptur mit halbgekreuzten Beinen in nachdenklicher Pose) bezeichnet, wobei diese Bezeichnungen allgemein auf Darstellungen buddhistischer Kultbilder in nachdenklicher Pose verweisen. In vielen Publikationen trifft man zudem auf die interpretierende Bezeichnung geumdong mireuk bosal banga(sayu)sang (금동미륵보살반가(사유)상, Goldbronzene Skulptur des Bodhisattva Maitreya mit halbgekreuzten Beinen in nachdenklicher Pose). Die Interpretation vieler Skulpturen in nachdenklicher Haltung ist wegen fehlender eindeutiger Attribute und bezeichnender Inschriften unklar und wird auch bei diesem Stück kontrovers diskutiert. Das dem Namen vorangestellte geumdong (금동) verweist auf die verwendeten Arbeitsmaterialien: Gold und Bronze. 

## Material und Technik
Die Skulptur besteht aus Bronze und ist an der Oberfläche vergoldet. Da Bronze als sehr wertvoll erachtet wurde und auch teuer war, wurden das Material wegen seiner hohen Wertschätzung zwar bevorzugt zum Guss von Kultbildern verwendet, aber zur Materialersparnis hohl und nicht massiv gegossen. Zum Einsatz kam die Technik der verlorenen Form, bei der die Skulptur mit einer sehr geringen Wandstärke gegossen werden konnte. Die gute Beherrschung der Technik zeigt sich darin, dass die Wandstärke der Skulptur nur etwa 4–5 Millimeter beträgt und das Objekt bis auf kleine, oberflächliche Blasenbildungen keine auffälligen Gussfehler vorweist. Die Oberfläche der Figur wurde mit der Technik der Feuervergoldung veredelt. 

## Erhaltungszustand
Der koreanische Nationalschatz Nr. 83 ist etwa 93,5 cm hoch. Seine handwerkliche Qualität sowie der Erhaltungszustand sind als sehr gut einzustufen. Die Vergoldung ist zu einem großen Teil erhalten geblieben. Sie ist auf dem ganzen Körper ohne größere freibleibende Fehlstellen zu sehen. Jedoch ist auch keine größere zusammenhängende Fläche mehr durchgehend vergoldet. Durch die verbleibende Vergoldung ist die Patinierung der Bronze verhältnismäßig gering ausgeprägt. Lediglich im Gesicht und an der Brust finden sich feine Spuren von Patinabildung. Auch der Guss der Bronze zeigt kaum größere Fehler, wie Blasenbildung. Diese kommt zwar über die gesamte Skulptur verteilt vor, sind jedoch relativ klein. Materialverlust durch Abbrüche kommen lediglich an den Rändern der Krone vor.

## Objektbeschreibung
Ein junger Mann sitzt auf einem Podest oder Sockel, der komplett vom Gewand umhüllt ist. Die Figur ist schlicht gekleidet. Ihr Oberkörper ist komplett frei und sie trägt nur ein weites, in lockeren Falten fallendes Beingewand. Ihr Kopfschmuck ist eine schlichte, dreispitzige Krone. Die aufragenden Auswölbungen des Kronenrandes sind sanft geschwungen und regelmäßig umlaufend angeordnet, wobei eine der Spitzen frontal nach vorn weist. Als Körperschmuck trägt sie eine einfache Halskette, die in Form zweier erhabener Wülste gearbeitet ist, die unmittelbar parallel zueinander verlaufen und verhältnismäßig kurz sind und daher weit oben über die Brust laufen. Teils werden sie nicht als Teil einer bandartigen, abgeflachten Kette, sondern als parallel laufende, dünne Einzelschnüre interpretiert. Des Weiteren ist an den Oberarmen jeweils ein einfacher Ring abgesetzt. Keines der Schmuckstücke trägt Schmucksteine oder weitere Verzierungen. 
Das Beingewand ist weit geschnitten, umhüllt den Sockel komplett und legt sich um diesen kreisförmig über den Boden. Es wird von einer einfachen, schalartigen Schärpe gehalten, die durch einen schlichten Raffring zur Befestigung gezogen ist. Der linke Fuß der Figur steht auf einem flach gearbeiteten Lotussockel, der in seinem Umriss dem Fuß folgt. Seine Blütenblätter sind verhältnismäßig klein und zart gearbeitet und paarig angeordnet. 

## Kleidung

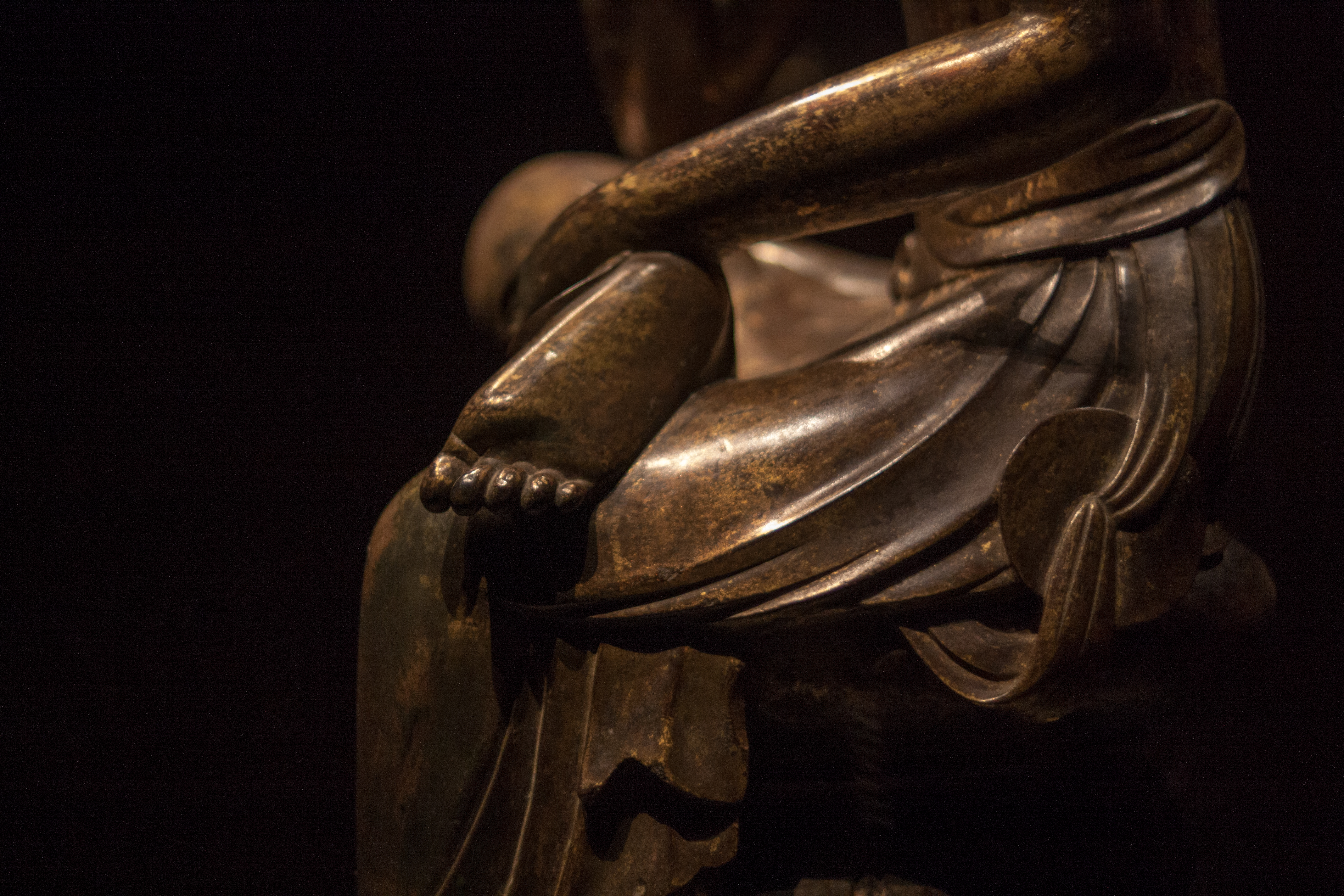
Detailansicht der linken mittleren Körperpartie. Zu erkennen sind hier der naturalistische Faltenwurf sowie der typische Raffring in schlichter Ausführung.

Die Kleidung des Nationalschatzes Nr. 83 ist sehr schlicht. Der Oberkörper bleibt gänzlich unbekleidet und die Figuren tragen je nur das als antarvastra bezeichnete Beinkleid, einen weit geschnittenen, lockeren Wickelrock. Die Skulptur trägt keine Schmuckbänder oder Quasten, sondern nur je einen Raffring seitlich der Hüfte, durch den die einfache, ungesäumte Schärpe gezogen ist, die das antarvastra gürtet. Dieses Band fällt jedoch nicht herab, sondern verschwindet unter dem Gesäß der Figur. Ansonsten ist die Oberfläche des Gewandes glatt und schmucklos und erweckt den Eindruck, als sei es aus einfachem, leichten Tuch gearbeitet. Der Schmuck der Skulptur ist ebenfalls sehr schlicht. Sie trägt lediglich eine Halskette und die schlichten Oberarm-Bänder. 

## Stil
Die Schlichtheit der Kleidung und des Schmucks, sowie die Körpergestaltung der Skulptur schließt an den Skulpturenstil der Nördlichen Wei an. Kaiser Xiaowen chinesisch 孝文 (reg. 471 bis 499 n. Chr.) leitete eine Phase starker Sinisierung ein, die auch die buddhistische Kunst nachhaltig beeinflusste. Bis dahin war die buddhistische Kunst stark von der Gandharas beeinflusst und somit süd- und zentralasiatisch geprägt. Erst im fünften Jahrhundert vollzog sich der Wandel zu einer sinisierten buddhistischen Kunst. Diese zeichnete sich durch eine Abwendung der naturalistischen Darstellung aus. Stattdessen wurden die Figuren abstrakter und ihre Erscheinung idealisierter. Auch die Kleidungskonventionen spielten eine Rolle. Sie wichen nicht nur in Bezug auf die Art, wie die einzelnen Kleidungsstücke getragen wurden von den indischen Vorbildern ab, sondern auch bezüglich der Materialien. Gemäß der monastischen Ordensregeln Vinaya-pitaka gibt es Bekleidungsvorschriften, die von den Mönchen einzuhalten sind. Diese schreiben die Anzahl und Art der Kleidungsstücke vor, sowie die Beschaffenheit der Kleidung. Die chinesischen Konventionen weichen von diesem Vorschriften ab. Dies zeigt sich in vielen, auch den hier besprochenen Beispielen. So war es Vorschrift, überschüssigen Stoff beim Sitzen unter dem Gesäß zu verbergen. Chinesische Skulpturen jedoch saßen meist auf Podesten oder Sockeln, die vom weiten, wallenden Beingewand überhangen waren. Zudem wurde das antarvastra mit aufwändigem und üppigem Faltenwurf dargestellt, wodurch die Abweichung zum gandharischen Stil, der die Bekleidungsvorschriften streng widerspiegelte noch betont wurde. Dieser Umgang mit dem überschüssigen Stoff wurde auf die Darstellung von Bodhisattva übertragen und in ganz Ostasien übernommen. Zudem Unterschied sich das Material der in China getragenen Kleidung von dem im Vinaya-pitaka vorgeschriebenen. Oft waren die Kleidungsstücke nicht aus Lumpen und Resten und auch nicht aus grobem Stoff gearbeitet, sondern bestanden aus Seide. Die Darstellungen orientierten sich an den in China üblichen Kleidungskonventionen und so zeichnete sich die Kleidung der Skulpturen besonders nach der Phase der starken Sinisierung durch Feinheit und Leichtigkeit aus. Sie lag meistens eng an und warf feinere Gewandfalten. Unterstützt wurde dieser Stil durch das Stilmittel des „nassen Gewandes“ (chinesisch 出水, Pinyin chūshǔi – „"aus dem Wasser gehen", "das Wasser verlassen"“), welches in den Kunstschulen von Mathura und Sarnath in Indien aufkam, sich in Zentralasien großer Beliebtheit erfreute und so schlussendlich auch nach China gelangte. Die monumentalen Buddha der Yungang-Grotten stehen exemplarisch für diesen Stil, der sich jedoch auch in zeitgenössischen Darstellungen nachdenklicher Bodhisattva zeigt. Die Kleidung wird an Skulpturen der nördlichen Wei zumeist sehr realistisch dargestellt. Durch die intendierte Darstellung dünnen Seidenstoffes wirkt der Faltenwurf jedoch häufig abstrakt und idealisiert. Die Darstellung am Nationalschatz Nr. 83 jedoch zeigt einen unregelmäßigeren, voluminösen Faltenwurf, der die Darstellung eines gröberen Stoffes andeutet. 

## Historische Kontextualisierung und Vergleichsobjekte

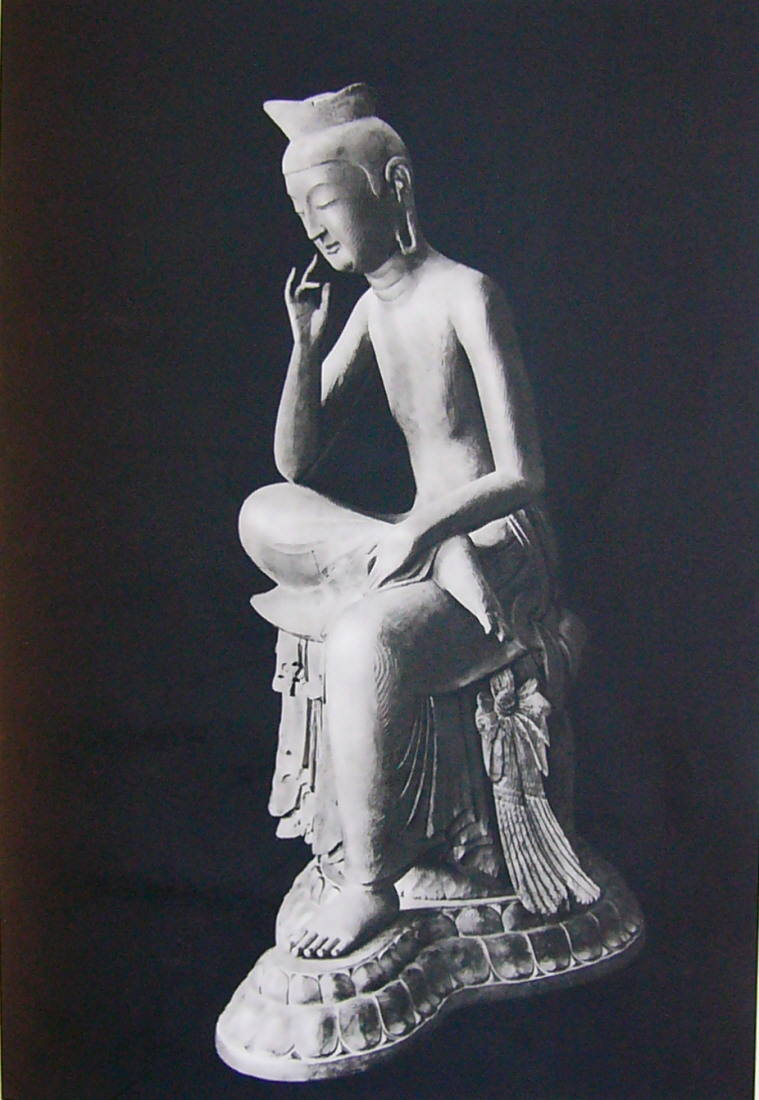
Der sogenannte Hōkan Miroku aus der Sammlung des Kōryū-ji ist das stilistisch am nächsten stehende Vergleichsobjekt zum Nationalschatz Nr. 83

Figurendarstellungen im Zustand der Nachdenklichkeit wurden im frühen fünften Jahrhundert von Westen kommend in China bekannt. Von da aus breiteten sie sich nach Korea und Japan aus. „Bodhisattva in nachdenklicher Haltung“ genossen bis ins siebte Jahrhundert eine hohe Popularität, traten später aber gegenüber anderen Kultbildern in den Hintergrund. Zuerst traten sie in Triasdarstellungen oder narrativen Darstellungen auf. Während der ersten Hälfte des sechsten Jahrhunderts tauchen zahlreiche Darstellungen nachdenklicher Bodhisattva in der Region der Provinz Hebei auf kleinen Votivstelen auf, in denen sie die zentrale Position einnehmen. Diese zeigen oft Szenen, die auf Siddharta Gautama vor Erreichen der Erleuchtung hindeuten, oder tragen gar Inschriften, die sie als tàizǐ 太子, also „(Kron-)Prinz“ bezeichnen, also explizit auf Siddharta Gautama verweisen. In Shandong ist die Verbreitung nachdenklicher Bodhisattva eher beschränkt, jedoch sind die Darstellungen hier teils lebensgroße, rundplastische Steinschnitzereien. Ebendiese dienten als Vorlage für die Vollplastiken der koreanischen Halbinsel und in dessen Folge auch für japanische Skulpturen. Allerdings tragen diese Stücke keine Inschriften oder nähere Bezeichnungen. Ihre Interpretation und Benennung ist daher unklar. 
Wichtigstes Vergleichsobjekt ist der Kronentragende Maitreya oder Hōkan Miroku aus der Sammlung des Kōryū-ji in Kyoto. Gemeinsam stellen sie wohl die bekanntesten Beispiele für nachdenkliche Bodhisattva bzw. nachdenkliche Maitreya dar. Oft werden sie als „Zwillingsskulpturen“ bezeichnet, da sie auf den ersten Blick eine frappierende Ähnlichkeit aufweisen. Sie unterscheiden sich nur geringfügig in ihrer Ausarbeitung, sind aber verschieden groß und aus verschiedenen Materialien gefertigt. Das japanische Beispiel ist aus dem Holz der Japanischen Rotkiefer geschnitzt und war früher lackiert und vergoldet. Diese Vergoldung ist heutzutage nicht mehr vorhanden, da ein Rahmen einer Restaurierung am Ende des 19. Jahrhunderts entfernt wurde. Dadurch bedingt berühren die Finger der rechten Hand heute nicht mehr die Wange des Bodhisattva, sondern stehen in knappem Abstand kurz vor dieser. Auch der Faltenwurf am Beingewand ist in seiner Positionierung etwas verschoben, aber stilistisch sehr ähnlich ausgearbeitet. „Bodhisattva in nachdenklicher Haltung“ genossen bis ins siebte Jahrhundert eine hohe Popularität, traten später aber gegenüber anderen Kultbilder in den Hintergrund. Darüber hinaus zeigen viele Skulpturen oder Steinschnitzereien aus dem Königreich Paekche und japanische Skulpturen im Asuka-zeitlichen Tori-Stil vergleichbare Charakteristika in der Gewand- und Körperdarstellung, da Paekche eine zentrale Position zwischen Shandong, von wo es chinesische Einflüsse aufnahm, und Japan, mit dem es enge diplomatische Kontakte unterhielt, einnahm. Der Tori-Stil kann als direkter Abkömmling des Wei-Stils betrachtet werden und viele Skulpturen zeigen vergleichbare Gewanddarstellungen.